# بريان فاسكيز
بريان فاسكيز (بالإسبانية: Bryan Vásquez)‏ مواليد 26 أغسطس 1987، هو ملاكم محترف كوستاريكي. حقق بطولة رابطة الملاكمة العالمية.

## إحصائيات
خاض خلال مسيرته 37 نزالًا، فاز في 35، ولم يتعادل، وخسر في 2. فاز بالضربة القاضية في 19 نزالًا.

## روابط خارجية
- بريان فاسكيز على موقع بوكس ريك (الإنجليزية) (registration required)